# 中村ジャズ
中村 ジャズ（なかむら ジャズ、1997年6月18日 - ）は、日本の男子プロバスケットボール選手である。ポジションはポイントガード。

## 来歴
北陸高校卒業後、体育教諭を目指し、国士舘大学に進学。大学4年次に教員免許を取得したものの、一度立ち止まって「自分は何をしたいのか」と考え直したところ、あらためて「バスケをやりたい」という思いが込み上げてきた。当初は海外への留学を考えたが、知人の誘いを受けてBリーグのトライアウトに参加した。
そして2020年2月6日、大学に在籍しながら特別指定選手として東京エクセレンスに選手登録された。
2022年7月26日、茨城ロボッツに練習生として加入した。
2023年7月4日、一年間の練習生期間を経て茨城ロボッツとの選手契約を結んだ。
2025年3月18日、茨城退団後、練習生として活動していた長崎ヴェルカと選手契約を結んだ。

## 個人成績

### レギュラーシーズン
| シーズン   | チーム           | GP | GS | MPG   | FG%  | 3P%  | FT%  | RPG | APG | SPG | BPG | TO  | PPG |
| ---------- | ---------------- | -- | -- | ----- | ---- | ---- | ---- | --- | --- | --- | --- | --- | --- |
| B2 2019-20 | 東京エクセレンス | 7  | 0  | 08:04 | .278 | .167 | .857 | 1.4 | 0.9 | 0.9 | 0.0 | 0.6 | 2.6 |
| B1 2023-24 | 茨城ロボッツ     | 19 | 0  | 02:00 | .154 | .000 | .500 | 0.3 | 0.1 | 0.1 | 0.0 | 0.2 | 0.3 |
| B1 2024-25 | 長崎ヴェルカ     | 4  | 0  | 00:57 | .333 | .500 | .000 | 0.3 | 0.0 | 0.0 | 0.0 | 0.3 | 0.8 |